# Sul Catarinense
Sul Catarinense is een van de zes mesoregio's van de Braziliaanse deelstaat Santa Catarina. Zij grenst aan de mesoregio's Grande Florianópolis, Serrana, Metropolitana de Porto Alegre (RS) en Nordeste Rio-Grandense (RS). De mesoregio heeft een oppervlakte van ca. 9.709 km². In 2006 werd het inwoneraantal geschat op 902.478.
Drie microregio's behoren tot deze mesoregio:
- Araranguá
- Criciúma
- Tubarão

Mesoregio's: Grande Florianópolis · Norte Catarinense · Oeste Catarinense · Serrana · Sul Catarinense · Vale do Itajaí

Microregio's: Araranguá · Blumenau · Campos de Lages · Canoinhas · Chapecó · Concórdia · Criciúma · Curitibanos · Florianópolis · Itajaí · Ituporanga · Joaçaba · Joinville · Rio do Sul · São Bento do Sul · São Miguel do Oeste · Tabuleiro · Tijucas · Tubarão · Xanxerê